# Železná Ruda

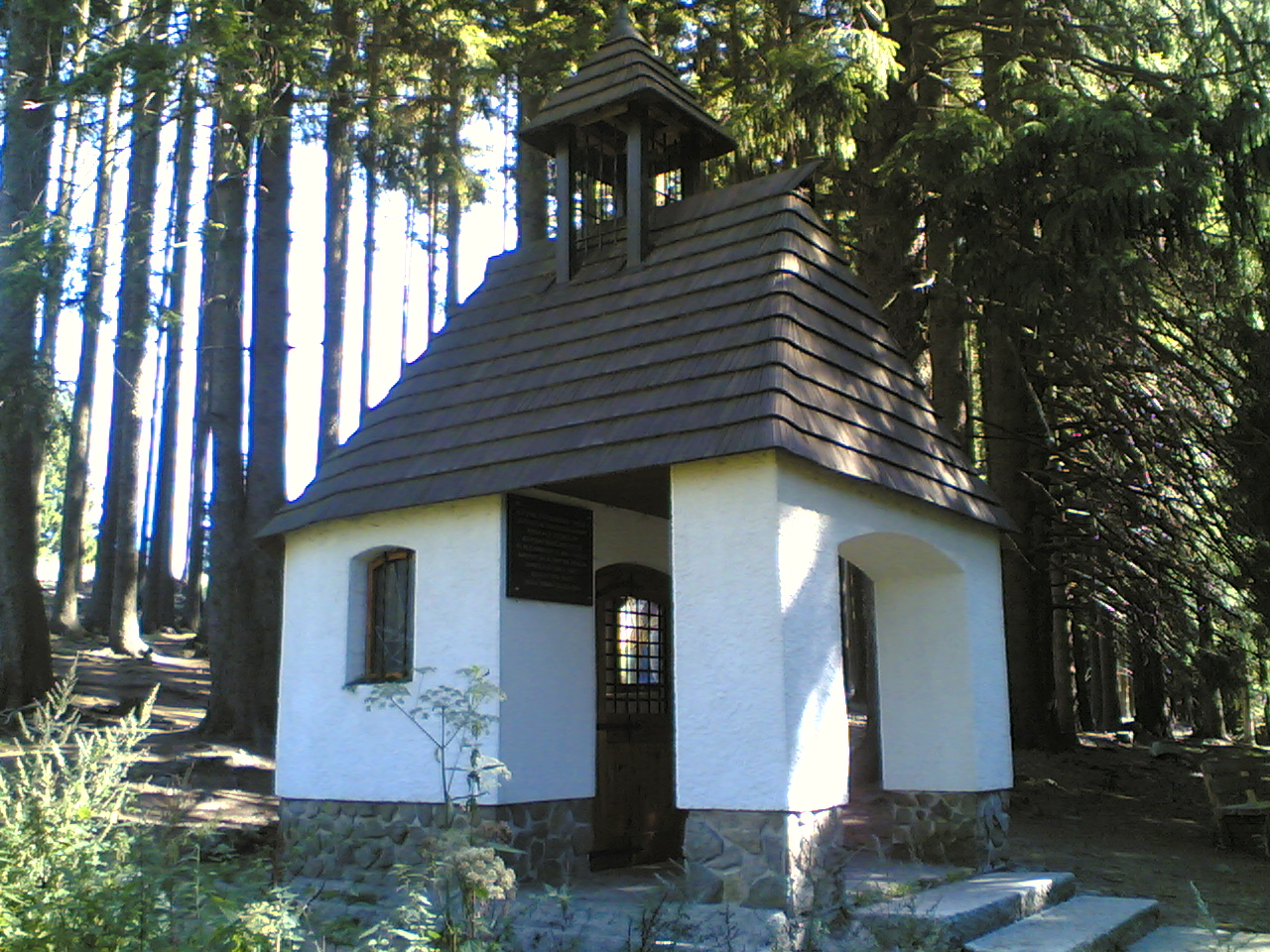
Kapel van de Heilige Anna

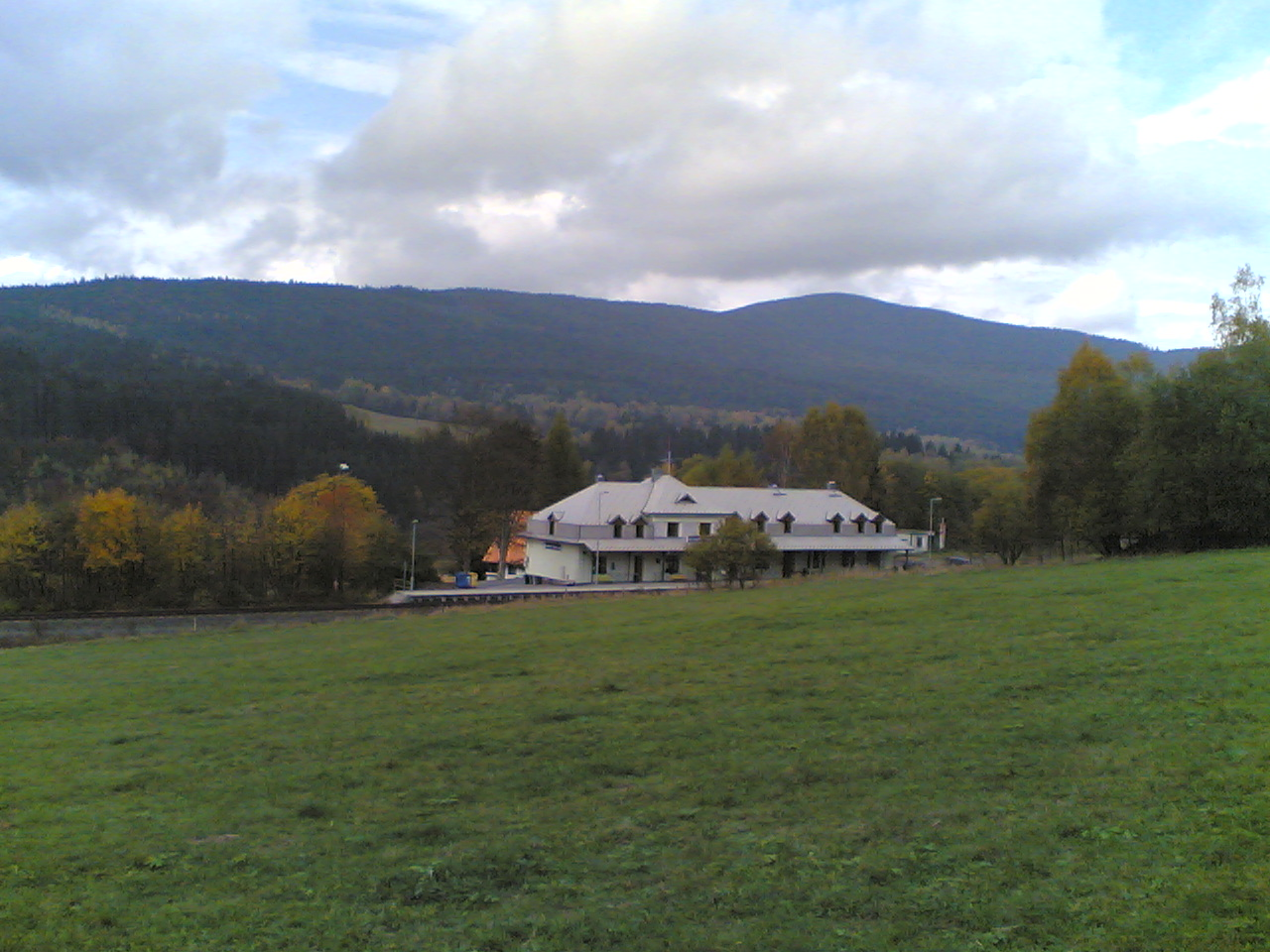
Het station van Železná Ruda

Železná Ruda (Duits: Böhmisch Eisenstein) is een Tsjechische stad en skigebied in de regio Pilsen, en maakt deel uit van het district Klatovy.
Het ligt in het Bohemer Woud in het Sumava gebergte. Železná Ruda ligt 2,5 kilometer verwijderd van de Duitse plaats Bayerisch Eisenstein.
Železná Ruda telt 2118 inwoners (2006). Železná Ruda was tot 1945 een plaats met een overwegend Duitstalige bevolking. Na de Tweede Wereldoorlog werd de Duitstalige bevolking verdreven.
In de winter vormt Železná Ruda met het nabijgelegen Špičák en het Bayerisch Eisenstein een skigebied met 26 skiliften, 1 zwarte, 4 rode en 12 blauwe pisten. Ook is er een snowpark voor snowboarders. Er is circa 120 km langlaufloipes. De Großer Arber ligt op 7 km afstand.

## Bestuurlijke indeling
Železná Ruda bestaat uit de volgende stadsdelen Alžbětín (Elisenthal), Debrník (Deffernik), Hojsova Stráž (Eisenstraß), Pancíř (Panzer), Špičák (Spitzberg) en Železná Ruda (Eisenstein)

## Bezienswaardigheden
- Barokkerk Mariä Hilf vom Stern uit 1729
- Černé jezero
- Großer Arber